# 東電OL殺人事件

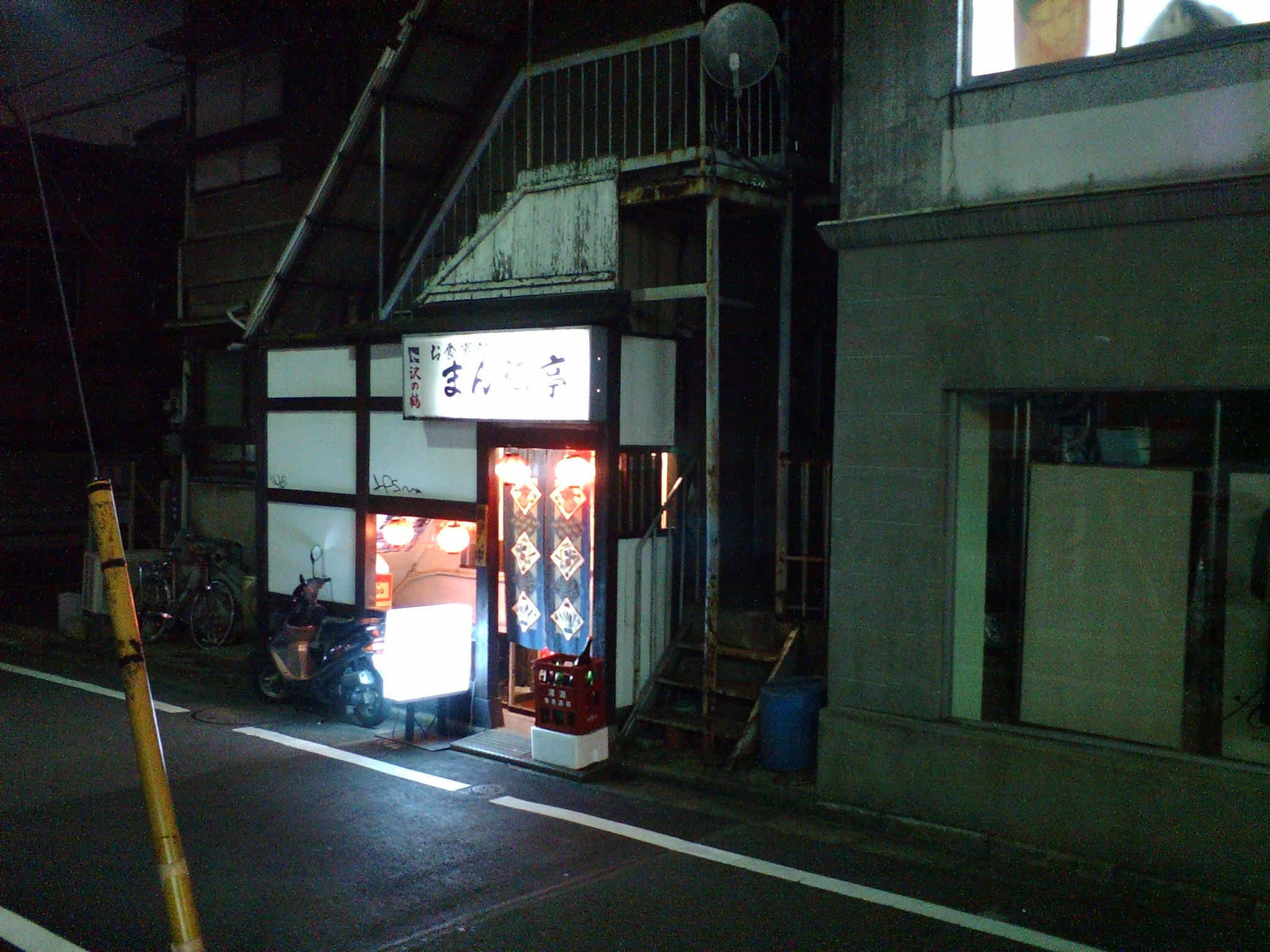
事件現場となったアパート

東電OL殺人事件（とうでんオーエルさつじんじけん、東京電力女性社員殺害事件とも）とは、1997年（平成9年）3月19日未明に、東京電力の管理職であった女性が、東京都渋谷区円山町にあるアパートで殺害された未解決事件。

## 事件の概要
この事件では、被疑者としてネパール人の男性が犯人として逮捕・有罪判決を受け、横浜刑務所に収監されたものの、のちに冤罪と認定され無罪判決を得た。現在も警視庁捜査一課特命捜査対策室で捜査中。2010年の刑事訴訟法改正による時効撤廃を受け、死刑か無期懲役の確定後に再審無罪になった事件で再捜査が行われる初めてのケースとなった。

## 事件の流れ
1997年（平成9年）3月19日午後5時すぎ、東京都渋谷区円山町にあるアパートの1階空室で、東京電力株式会社（当時）本店に勤務する女性（当時39歳）の他殺遺体が発見された。通報したのは、このアパートのオーナーが経営するネパール料理店の店長であった。
のちに被告人となるネパール人、ゴビンダ・プラサド・マイナリ（当時30歳）はこのアパートの隣のビルの4階に、同じく不法滞在のネパール人4名と住んでおり、被害者が生前に売春した相手の1人であった。死因は絞殺で、死亡推定日時は遺体発見から約10日前の同8日深夜から翌9日未明にかけてとされる。
1997年（平成9年）5月20日、警視庁は、殺害現場の隣のビルに住み、不法滞在していたゴビンダを殺人事件の実行犯として強盗殺人容疑で逮捕した。逮捕されたゴビンダは一貫して無実を主張し、一審無罪、控訴審での逆転有罪、上告棄却、再審決定を経て、2012年に無罪が確定した。

## 被害者女性
被害女性は、慶應義塾大学経済学部を卒業したあと、東京電力に初の女性総合職として入社した社員であったが、退勤後は円山町付近の路上で客を勧誘し売春を行っていたという。被害者が、昼間は大企業の社員、夜は娼婦とまったく別の顔を持っていたことが報じられ、被害者および家族のプライバシーをめぐり、議論が喚起された。被害にあった時点で東電の株式など約7千万円の個人資産を保有していた。
職場でのストレスと依存症
ノンフィクション作家佐野眞一のノンフィクション『東電OL殺人事件』では、被害者女性には職場でのストレスがあったことが示唆されている。高学歴のエリート社員で金銭的余裕があるものの、夜は相手を選ばず不特定多数の相手との性行為を繰り返していたことには、自律心を喪失していたとする見方もある。
拒食症
円山町近辺のコンビニエンスストア店員による、コンニャクなどの低カロリー具材に大量の汁を注いだおでんを被害者が頻繁に購入していたとの証言や、「加害者とされた男性」による、被害者女性は「骨と皮だけのような肉体だった」との証言などから、拒食症を発症していたことも推定されている。

## 裁判

### 第一審（無罪判決）
犯人を特定する直接の証拠はなく、東京地方検察庁は状況証拠を複数積み上げることで、ゴビンダが犯人であることを立証できるとして、東京地方裁判所に起訴した。ゴビンダは無罪を主張した。
裁判では以下の状況証拠をどう判断するかが争点となった。
- 殺害現場に残された使用済みコンドームに付着した被告人の精液と体毛。
- 被告人は被害者と面識はないと公判開始から数か月間は主張していたが、その後で数回性交するほどの間柄であったことが判明して、嘘が発覚したこと。
- 事件直前に現場近くで被害者とともに目撃された男性が被告人か否か。
- 現場アパートの鍵を被告人が所持していたが、事件2日前に管理人に返すために同室の人間に鍵を渡し、鍵を所持していなかったとする被告人の供述の信用性。
- 交遊関係を詳細に記し、事件直前に会ったのが被告人であるとする被害者の手帳の信用性。
- 事件前に7万円しか所持していなかった被告人が、事件後に10万円を知人に渡した金の工面。
- 被告人が働いていた海浜幕張駅近くの料理店で閉店の22時まで働いた場合、殺害時刻とされる23時30分前後までに渋谷駅付近の現場に辿り着けるか。
- 被害者の定期券が、被告人の土地勘のない豊島区の民家で発見されたこと。

2000年（平成12年）4月14日、東京地方裁判所（大渕敏和裁判長、森健二・高山光明裁判官）で、現場から第三者の体毛が見つかったことなどを「解明できない疑問点」として挙げ、「第三者が犯行時に現場にいた可能性も否定できず、立証不十分」として、無罪判決が言い渡された。しかし、4月18日に検察側が控訴した。
大渕敏和裁判長は同年12月の玉突き人事の際、東京地裁八王子支部部総括判事に異動となり、この点につき佐野眞一は彼が左遷されたと指摘している。大渕裁判官は、判事就任以来20年間にわたり、東京高裁管内の裁判所および最高裁判所でのみ勤務していた。しかし八王子支部のあとは、それまで一度も勤務したことのなかった広島で初めて高裁部総括判事となり、福井（地裁所長）、大阪（高裁部総括判事）の各裁判所を転々としたが、東京高裁管内の地裁所長、東京高裁の部総括判事以上には昇らず、定年に2年あまりを残して依願退官し公証人に転じた。

### 控訴審・上告審（無期懲役）
2000年（平成12年）12月22日、東京高等裁判所（高木俊夫裁判長、飯田喜信・芦沢政治裁判官）では、「犯行直前に被告人が事件現場にいたこと（鑑定により、現場に残された使用済みコンドームに付着した精液と現場に残された体毛が被告人のものと一致）と、事件直後に金を工面できたこと」などいくつかの状況証拠を理由に有罪とし、無期懲役判決を言い渡した。その判決公判で、逆転有罪判決を言い渡されたゴビンダは、「神様、僕はやってない」と叫んだという。
2003年（平成15年）10月20日に、最高裁判所第三小法廷（藤田宙靖裁判長、金谷利廣・濱田邦夫・上田豊三裁判官）で上告が棄却され、無期懲役の有罪判決が確定した。

## 再審

### 再審請求
2005年（平成17年）3月24日、横浜刑務所に収監されたゴビンダは、獄中から東京高裁に再審を請求した。収監中の男性に対し、日本国民救援会が支援を行った。また、日本弁護士連合会も、2006年（平成18年）10月に冤罪事件として、専門家の派遣・費用の援助など、さまざまな形での支援を決定している。
2011年（平成23年）7月21日、東京高裁の再審請求審で弁護側が要請し、東京高裁がそれを受けて現場で採取された物証のうち、DNA鑑定をしていないものについて実施するよう検察側に要請し、東京高検がDNA鑑定を実施した。その結果、遺体から採取された精液から検出されたDNAはゴビンダのものと一致しないことが判明し、現場に残された体毛と一致することが分かったと報道された。
これについて検察側は、複数の状況証拠を覆すものではなく、被害者は不特定多数の男性と性交渉をもっており、精液付着の時間も不明であることから、犯人が別にいることを直接示すものでもないとしている。なお、この新たに見つかったDNAを持つ人物は、警察のデータバンクにはなく、現在のところ人物を割り出すことができない。この“ミスターX”が誰で、いつ部屋に入ったかは特定できていないため、おもに次の2つのシナリオが新たに浮上した。
- ケース1：ゴビンダが殺害前日までに部屋にいて、当日別の男性Xが部屋に入り殺害
- ケース2：ミスターXが殺害前日までに女性とDNAが残るような行為をしたあとに被告人が殺害

検察が上記の鑑定結果を踏まえてなお、犯人が別にいることを直接示すものでないと主張しているのは、ケース2のパターンがありえることがひとつの理由となっている。一方、ケース1の場合はゴビンダは無実ということになり、弁護団の主張通り第三者Xが犯人となりえる。その後、検察が新たに裁判では鑑定していなかった唾液などについて再鑑定しようとしたものの、弁護側の再審開始の是非が決まるのが遅れるという抗議によって鑑定するものを絞ることを決定した。
さらに、被害者の体内から採取された精液とDNA型が一致するとの鑑定結果が出ている体毛が、別人の体毛のDNA型と一致したことが10月21日に判明した。この体毛は検察側が追加実施したDNA型鑑定で、被害者の胸や陰部などから採取された付着物だった。DNA型が判明しなかった2点を除いた、このとき鑑定された5点のうち、右胸に付着していた唾液と下半身の陰部などの付着物が第三者Xの精液や唾液のDNA型と一致したことになる。このときは体内から検出されたことにより、第三者Xが事件当日に被害者と関係をもった可能性がより高まったと弁護側は主張した。一方、検察側は殺害を直接証明するものではなく、女性が第三者と別の場所で関係をもった際に着いた付着物が現場に落ちた可能性があるなどと主張して追加鑑定を求める方針だったが、弁護側は必要ないと主張した。

### 再審開始決定
2012年（平成24年）6月7日、東京高裁（小川正持裁判長）は再審の開始を認めた。また、ゴビンダの刑の執行を停止する決定をした。東京高等検察庁は、職権で勾留を続けるよう要請したが却下され、ゴビンダは同日中に刑務所から釈放された。小川裁判長は決定理由で「もしも新たなDNA鑑定結果が公判に提出されていたなら、犯人は別の男性Xではないかという疑念を否定できず、ゴビンダの有罪認定には到達しなかったのではないかと思われる」とした。そのうえで新たな鑑定結果を「無罪を言い渡すべき明らかな証拠」と認め、再審開始の要件が満たされていると判断した。
この決定に対して、東京高等検察庁は異議申し立てをしたが、同年7月31日、東京高裁（八木正一裁判長）は再審開始の判断を支持し、検察の異議申し立てを棄却した。重大事件の再審では、判断に数年かかるケースもあるなか、2か月弱での決定はきわめて異例であった。8月2日、東京高等検察庁は最高裁への特別抗告を断念することを発表し、再審開始が確定した。

### 帰国
ゴビンダは入管難民法違反（不法残留）で有罪が確定しているため、国外強制退去処分を受けて、横浜刑務所釈放後に東京入国管理局横浜支局に身柄を移され、駐日本国ネパール連邦民主共和国大使館からパスポートの発給を受けて、2012年6月15日、成田国際空港からタイ・バンコク行旅客機で日本を出国し、ネパールへ帰国した。こうしてゴビンダは家族の元に帰ることができたが、実父は息子との再会を果たせないまま、5年前に他界していた。

### 再審（無罪判決）
再審開始決定後も検察側は有罪主張を維持していたが、被害者の爪から男性XのDNAが検出されたことから、無罪主張に転換した。
再審初公判は、2012年（平成24年）10月29日に開かれ、検察は、「被告以外が犯人である可能性を否定できない」として無罪を主張、結審した。同年11月7日、東京高裁（小川正持裁判長）は白鳥決定の判断基準に従い、被告人を犯人とすることには合理的な疑いがあるとして無罪判決を言い渡した。検察は上訴権を放棄し、ただちに無罪判決が確定した。
12月末、ゴビンダ側から刑事補償請求がされたことが判明。2013年（平成25年）5月、補償額上限額（1日あたり1万2,500円）の約6,800万円が支払われた。
2013年（平成25年）3月24日、支援団体「無実のゴビンダさんを支える会」は任務完了により解散し、同年6月8日に「なくせ冤罪！市民評議会」として改組した。

### 再来日
2017年、ゴビンダは夫婦で支援者らの呼びかけで来日、文京区民センターで開催された「くりかえすな冤罪！市民集会」に出席し、「日本は素晴らしい国なのに、冤罪の人がたくさんいます。二度と私のような冤罪者を作らないようにしてほしい」などと語った。その後、ゴビンダが「神様」と慕う佐野眞一の取材に対して、渋谷区の事件現場で受け、一番会いたい司法関係者は、との問いに、一審で無罪判決を出した大渕敏和裁判長と答えるなどしたが、再審無罪後、東京公証人協会評議員会議長となった大渕元裁判長に面会することはかなわなかった。

## その他問題となった点

### DNA鑑定の有効性
本事件ではDNA鑑定の有効性が問われた。一審では反対解釈の余地もあるとして無罪となったが、二審では決定的な証拠であるとして無期懲役の判決が出た。

### 無罪判決後の勾留の可否
東京地裁の一審無罪判決で勾留（拘置）が一度失効し、不法滞在による母国ネパールへの退去強制の行政処分が開始されることになった。
しかし、控訴していた検察は「ネパールへの出国を認めて送還したあとに逃亡されてしまうと、裁判審理や有罪確定時の刑の執行が事実上不可能になる」として、裁判所に職権による勾留を要請し、最高裁は、「一審無罪の場合でも、上級審裁判所が罪を犯したことを疑うに足りる相当な理由があると判断できる場合は、被告人を拘置できる」として勾留を認めた。
なお、イングランド法体系を採用している諸国では、無罪判決の場合、検察は上訴できず確定する。

### 検察の証拠開示の問題
検察は、被害者の胸から第三者のものである唾液が検出されていたにもかかわらず、裁判において証拠開示をしていなかった。この唾液は被告人の血液型B型と異なるO型だった。そのため、弁護側から「判決に影響を与えた可能性があるにもかかわらず、証拠を提出しなかったのは証拠隠しだ」という指摘がされている。

### 警察捜査の問題
上述の「鍵を所持していなかった」とするゴビンダの供述に関し、元被告人の同居人が、鍵をゴビンダから事前に預かって管理人に返したと捜査本部に説明したにもかかわらず、ゴビンダが返したとする供述調書が作成され、この同居人には不法残留であったにもかかわらず警察が従来以上の月給の仕事を紹介したとされるなど、見立てに従った捜査が進められたとされる。また、事件当時の捜査一課に所属していた者の中には、今でもゴビンダが犯人だと思っている者がいるという。

## 当事件を扱った作品

### ノンフィクション書籍
- 高橋龍太郎『あなたの心が壊れるとき』（1997年7月、扶桑社）
- 酒井あゆみ『禁断の25時』（1997年10月、ザ・マサダ）
酒井は1992年ごろに被害者女性と同じホテトルに在籍していた人物。
- 酒井あゆみ『眠らない女　―昼はふつうの社会人、夜になると風俗嬢―』（1998年7月、幻冬舎。のちにアウトロー文庫より文庫化）
- 秋川義男『ワニの穴10 ドキュメント 消えた殺人者たち』所収の「渋谷・東電OL殺人事件、終わらない暗闇」（1999年2月、ワニマガジン社）
- 佐野眞一『東電OL殺人事件』（2000年、新潮社）
- 朝倉喬司『誰が私を殺したの　―三大未解決殺人事件の迷宮―』（2001年、恒文社）
他にBOACスチュワーデス殺人事件と千葉大女医殺人事件を収録。2007年に『女性未解決事件ファイル』に改題され、新風舎文庫より文庫化。
- 無実のゴビンダさんを支える会『神様、わたしやっていない!　―ゴビンダさん冤罪事件―』（2001年12月、現代人文社）
- 佐野眞一『東電OL症候群』（2003年、新潮社）
- 押田茂実『死人に口あり　―現場の法医学・法医解剖室より―』（2004年11月、実業之日本社）
- 真樹龍彦『「東電OL殺人事件」行　―迷宮のヒロインー』（2005年8月、沖積舎）
- 永島雪夫『東電OL強盗殺人事件 午前0時の逃亡者』（2008年4月、リアン合同会社）
- 読売新聞社会部『東電OL事件—DNAが暴いた闇』（2012年11月、中央公論新社）
- ゴビンダ・プラサド・マイナリ『ナラク　―ゴビンダ・マイナリ獄中日記―』（2013年7月、希の樹出版）
ナラクはネパール語で「地獄」を意味する。日本語の「奈落」同様、サンスクリット語に語源を持つ。
- 本橋信宏『東京の異界 渋谷円山町』（2020年3月、新潮文庫）

### 小説
- 鳴海章『鹹湖—彼女が殺された街』（1998年、集英社）
- 久間十義『ダブルフェイス』（2000年、幻冬舎）
- 桐野夏生『グロテスク』（2003年：文藝春秋、2006年：文春文庫）
- 真梨幸子『女ともだち』（2006年、講談社）
- 折原一『追悼者』（2010年、文藝春秋）

### コラム
- 福田和也『乃木坂血風録—人でなし稼業』（2001年1月、新潮社）
- 中村うさぎ『穴があったら、落っこちたい!』（2003年、角川文庫）
- 中村うさぎ『私という病』（第4章『東電OLという病』。2006年3月、新潮社）
中村うさぎはこれらに限らず、ほかの著書でもたびたび本件に触れている。ただし、事件そのものを取り上げているわけではなく、被害者を指す「東電OL」は「もはや記号である」という解釈のもと、東電OLが抱えていたであろう心の闇に言及している。
- 上野千鶴子『女ぎらい—ニッポンのミソジニー』（2010年10月、紀伊國屋書店）

### 詩集
- 柴田千晶『空室（1991 - 2000）』（2000年10月、ミッドナイト・プレス。写真：野口賢一郎）

### 漫画
- 坂辺周一『ウラノルマ』（2008年 - 2009年、全3巻、グリーンアロー出版社）
主人公の人物設定が被害者女性を模している。

### 雑誌
- 『噂の眞相』（1997年6月号、噂の真相）
東電エリートOL殺人事件に見る「禁忌」と「人権不在」の倒錯報道の悪弊。久野公生著。
- 『現代』（1997年7月号、講談社）
1992年10月30日から2年間にわたり、週1回のペースで売春の常連顧客だった経営コンサルタントの男性が手記を寄せている。
- 『UNO!』（1997年8月号、朝日新聞社）
1994年から殺害事件のあった前日まで3年間、計56回にわたる売春の常連顧客だった元大学教授（経済学）がインタビューに答えている。
- 『文藝春秋』（2001年6月号、文藝春秋）
フリーライター・椎名玲による寄稿『現代のカリスマ 円山町OL 淋しい女たちの「教祖」になるまで』。椎名は、被害者女性が殺害される日からさかのぼった約2年間、同じ電車（京王井の頭線の最終電車）によく乗り合わせていた人物で、利用駅も同じ西永福駅だった。
- 『COSMOPOLITAN JAPAN』（2002年12月号、集英社）
佐野眞一による寄稿『開かれた「パンドラの匣」』。写真：藤原新也。
- 『週刊新潮』（2007年3月22日号、新潮社）
作家の松田美智子が、3年にわたる常連顧客だった元大学教授（経済学）をインタビューしている。
- 季刊誌『冤罪File』（2008年2月、創刊号）

### 映画
- TOKYO NOIR（R-15指定作品。2004年9月25日公開）
当事件を題材にした3篇のオムニバス作品。
「BIRTHDAY」（主演：吉本多香美）
「GIRL'S LIFE」（主演：中村愛美）
「NIGHT LOVERS」（主演：吉野きみか）
- 恋の罪（R-18指定作品。2011年11月公開）
監督：園子温。当事件の被害者女性の役を冨樫真が演じた。

### 音楽
テンテンコ　「Good bye,Good girl」

### アダルトビデオ
- 日本猟奇残虐事件簿 T電OL熟女陵辱殺人（R-18指定作品。主演：安藤美里）

### テレビ番組
- ビートたけし新解釈ニッポン人の現代史！（2008年12月28日、テレビ朝日）
司会：ビートたけし、出演：鳥越俊太郎、茂木健一郎、阿川佐和子、森永卓郎。番組内では当事件を「渋谷OL殺人事件」と称し、再現映像を交えて紹介した。
- 報道スクープSP 激動!世紀の大事件Ⅴ（2017年12月27日、フジテレビ）
ゴビンダ、酒井あゆみ、椎名玲の3名が出演、事件当時のニュース映像も多数交えるなど、かなり深いところまで取材した番組。

### テレビドラマ
- 独身生活（1999年7月9日 - 9月17日、TBS、主演：江角マキコ）
事件を直接扱ったものではないが、主人公のモデルが被害者の「東電OL」である（ドラマでは銀行員）。

### 演劇
- 劇団1980 第35回公演 『天女譬え歌（てんにょたとえうた）』（1998年12月3日 - 9日、紀伊国屋ホール、作・演出：藤田伝）
- 新転位・21 第5回公演 『齧る女 東電OL殺人事件』（2004年11月12日 - 22日、中野光座、作・演出：山崎哲）

### 当事件に類似する作品
- 映画『ミスター・グッドバーを探して』（1977年。主演：ダイアン・キートン）
- Netflixオリジナルシリーズドラマ『呪怨：呪いの家』(2019年)